# Drillia inornata
Drillia inornata é uma espécie de gastrópode do gênero Drillia, pertencente a família Drilliidae.